# Halina Witek
Halina Witek (Wrocław, 30 oktober 1945 – Eindhoven, 10 mei 2019) was een Pools-Nederlandse kunstenares. Na haar studie aan de Academie voor Schone Kunsten in Polen kwam zij naar Nederland waar zij in 1975 een theater oprichtte. Haar theaterwerk omvatte vormgeving, toneel, mime en digitale installaties. Witek leidde zelf dansers op en maakte daarnaast schilderijen. In 2005 sloot het theater en legde Witek zich toe op videokunst. Ze bleef actief als kunstenares tot haar overlijden op 73-jarige leeftijd.

## Opleiding
Witek bezocht de Academie voor Schone Kunsten te Wrocław en voltooide studies in architectuur, schilderkunst, grafiek, tekenen, scenografie en pantomime. Dat laatste was haar favoriete vak. Haar leermeester daarin was Henryk Tomaszewski, de grondlegger van mime in Polen.
Kort na haar afstuderen leerde zij de Nederlandse architect Paul Glimmerveen kennen. Ze volgde hem in 1974 naar Nederland, waar het paar trouwde en zich vestigde in Eindhoven. Omdat haar Poolse graad in architectuur in Nederland niet erkend werd, schreef zij zich in als student bij de faculteit Bouwkunde van de Technische Universiteit Eindhoven. Zij mocht instromen in het derde studiejaar. Witek heeft die studie niet afgemaakt.

## Carrière
Naast haar studie aan de TU/e gaf Witek pantomimelessen. Haar lessen trokken de aandacht van het Nederlands Mime Centrum in Amsterdam, dat haar ervan overtuigde een eigen theater te beginnen.

### Het Klein Pantomimetheater
Samen met haar echtgenoot richtte zij in 1975 'Het Klein Pantomimetheater' op. Doel was het geven van cursussen in pantomime en met pantomime verwante kunsten, en het geven van voorstellingen. Ze brachten  de activiteiten organisatorisch onder in de Stichting Mime Eindhoven. Een gedeelte van het woonhuis van het echtpaar werd gebruikt als podium en zaal. Na korte tijd bleek dit onvoldoende en kreeg Witek de beschikking over een voormalig schoolgebouw in Eindhoven.
In de beginperiode liet Witek zich vooral inspireren door mythologische motieven. Ze gebruikte die als een metafoor voor de strijd van het individu tegen het collectief, zoals destijds in het communistische Polen bij veel kunstenaars gebruikelijk was. Witek bedacht het scenario en de mimografie van de voorstellingen. Ze ontwierp de kostuums en samen met Glimmerveen ook de decors. Glimmerveen maakte het lichtplan dat hij zelf uitvoerde, samen met de opbouw van de decors. Hij had ook de zakelijke leiding van het theater en van het theatergezelschap. Hij slaagde erin subsidies te verwerven van de gemeente Eindhoven, het Anjerfonds en het Ministerie van Cultuur, Recreatie en Maatschappelijk Werk.
Begin jaren tachtig verbleef Witek twee maanden in Tokio, waar zij les nam in Japanse bewegingsvormen en theatertechnieken. Haar Japanse ervaring veroorzaakte een belangrijke verandering in haar artistieke opvattingen en werkwijze. Het onderkomen van het theatergezelschap in de oude school bleek ontoereikend om Witeks nieuwe aspiraties te faciliteren.

### Theater Het Klein
In 1982 stelde de gemeente Eindhoven een deel van een groot oud pand in de binnenstad ter beschikking. Glimmerveen richtte het volledig in als professioneel theater. Er kwam een flexibel podium van 250 m² en een zaal met 80 zitplaatsen. Verder bouwde hij er een foyer, een ruimte met garderobe en toiletten, en een kantoorgedeelte. Bovendien was er voldoende ruimte om decors en rekwisieten te bouwen en op te slaan.
Het gebouw werd door Witek en Glimmerveen niet alleen gebruikt voor eigen voorstellingen en voor het exposeren van de schilderijen van Witek. Zij programmeerden ook gastgezelschappen en boden beeldende kunstenaars de mogelijkheid er hun kunstwerken ten toon te stellen. Als naam werd gekozen voor 'Theater Het Klein', zonder de toevoeging pantomime. De naam van de stichting werd aangepast evenals de samenstelling van het bestuur. Dat bestond nu uit lokale politici, kunstenaars onder wie Paul Panhuysen, wetenschappers en mensen uit het bedrijfsleven.   
Onder invloed van haar studiereis naar Japan verschoof de stijl van Witek. Ze verbreedde haar gebied van mime naar bewegingstheater, waarbij ze experimenteerde met het samenvoegen van diverse dansvormen. Haar thematiek veranderde ook. Niet langer verbeeldde zij een protest van het individu tegen het collectief, maar haalde haar inspiratie uit primaire menselijke gevoelens als angst, macht en seksualiteit. 
Theater Het Klein was in de exploitatie sterk afhankelijk van gemeentelijke subsidie. In 1995 zag de gemeente zich genoodzaakt te bezuinigen. De plannen die werden opgesteld waren zo ingrijpend dat Theater Het Klein werd bedreigd in zijn voortbestaan. Glimmerveen schreef drie nota's aan de gemeente waarin hij het belang van een brede culturele infrastructuur voor Eindhoven beschreef en aanbevelingen deed voor een langetermijnvisie op het culturele klimaat van de stad. Hij verdedigde zijn opvattingen met succes: Theater Het Klein kreeg voor een periode van vier jaar subsidietoezeggingen.
Glimmerveen overleed op 48-jarige leeftijd in 1996. Witek nam zijn taken over. Ze ontwikkelde zich artistiek verder en experimenteerde met het combineren van podiumkunsten en multimedia. Aanvankelijk met video en een beamer, als toevoeging aan de voorstelling. Later met computeranimaties, door meerdere beamers geprojecteerd op de decors zodanig dat interactie ontstond tussen acteurs en animatie. De voorstellingen konden real-time via internet worden gevolgd en reeds gespeelde voorstellingen waren 24 uur per dag te zien op de eigen website. Ook startte ze een project waarin in meerdere theaters met gebruik van internetverbindingen simultane, interactieve voorstellingen  gemaakt werden.
Geholpen door enkele bestuursleden van de stichting Theater Het Klein, wist Witek in het jaar 2000 de subsidies weer voor vier jaar zeker te stellen. Medio 2004 nam de gemeenteraad van Eindhoven echter het besluit de subsidie te beëindigen. Het bezwaarschrift van de stichting werd verworpen met als argument dat het gemeentebestuur gekozen had voor jong talent in de beeldende kunst en niet voor experimentele kunst in muziek of theater. De stichting probeerde het financiële tekort dat dreigde te ontstaan aan te vullen met donaties en toezeggingen van andere subsidiegevers. Tevergeefs. Op 19 september 2005 sloot de stichting het theater en hief zichzelf op.

### ProjectKLEIN
In 2005 richtte Witek ProjectKLEIN op, waarbij KLEIN stond voor Kunst Laboratorium Eindhoven. Zij kreeg voor haar project ruimte aangeboden in de faculteit Technische Natuurkunde van de Technische Universiteit Eindhoven, inclusief een gastvrijheidsaanstelling. Haar opdracht was manieren te verkennen om kunst en wetenschap met elkaar te verbinden. Witek bewerkte beelden van vortices, fractals, atomen en dipolen tot animaties, films en montages.
Witek vertoonde haar animaties ter ondersteuning van wetenschappelijke verhandelingen. Eén van haar eerste projecten aan de TU/e was een multimediashow die ze, samen met dj Lady Aïda en buikdanseres Laetana, verzorgde tijdens een congres over nanotechnologie in 2006. Andere producties zijn geïnspireerd op haar fascinatie voor de kosmos, waarvoor ze beeldmateriaal van NASA combineerde met dat van TU/e-onderzoekers.
Witek maakte ook videokunst die niet bedoeld is om wetenschappelijke presentaties artistiek te omlijsten. Enkele van haar 'vrije' animaties zijn op internet geplaatst.

## Internationaal
Witek heeft met haar gezelschap een aantal malen optredens in het buitenland verzorgd. Met Theater Het Klein trad ze in 1987 op tijdens het 8e Internationale Festival van Open Theater in Wrocław. Aan het festival werd deelgenomen door meer dan veertig groepen, waaronder het gezelschap van Pina Bausch.
Witek trad met haar spelers  in 1987 en 1989 op uitnodiging op in Japan. In het kader van culturele uitwisseling maakte Theater Het Klein in 1988 een tournee door India. Het gezelschap gaf optredens in New Delhi evenals in Bhopal. Daar gaf Witek ook lessen in het theater dat betaald was uit de financiële vergoeding waartoe Union Carbide was veroordeeld.
Met ProjectKLEIN gaf Witek een artistieke performance bij de lezing van een Eindhovense hoogleraar in Polen. Verder is een van haar animaties opgenomen in het Museum of Computer Art.